# Saint-Clément-de-Régnat

Saint-Clément-de-Régnat este o comună în departamentul Puy-de-Dôme, Franța. În 1 ianuarie 2022 avea o populație de 522 de locuitori.